# Klub Koszykówki Włocławek
Il Klub Koszykówki Włocławek, noto per ragione di sponsor come Anwil Włocławek è una società di pallacanestro di Włocławek, in Polonia. Partecipa alla Dominet Basket Liga, massima divisione maschile del campionato polacco di pallacanestro.
È stata fondata nel 1990 e i suoi colori sono il bianco e il verde. Gioca all'Hala Mistrzów di Włocławek, che può ospitare fino a 4000 spettatori.

## Storia
Dalla sua ammissione alla massima divisione, la Nobiles (dal 1998 Anwil) Włocławek ha sempre disputato dei campionati di alto livello. Nel 1993 è stata vicecampione di Polonia e da allora ha preso parte a varie competizioni europee.
Nel 2003 vince il suo unico titolo nazionale, nella stagione di passaggio tra l'egemonia di Śląsk Wrocław e Prokom Trefl Sopot.
Il numero 12 è stato ritirato in onore di Ihar Hryščuk.
Nel 2017 vince la Supercoppa battendo lo Stelmet Zielona Gora 92 a 89 nei supplementari.

## Roster 2021-2022
| Anwil Włocławek | Anwil Włocławek |
| Giocatori       | Staff tecnico   |
| --------------- | --------------- |

| N. | Naz.                                          | Ruolo | Nome                  | Anno | Alt.   | Peso   |  |
| -- | --------------------------------------------- | ----- | --------------------- | ---- | ------ | ------ |  |
| 00 | Stati Uniti (bandiera) · Palestina (bandiera) | G     | Kyndall Dykes         | 1987 | 191 cm | 86 kg  |  |
| 0  | Stati Uniti (bandiera) · Polonia (bandiera)   | AP    | Alex Olesiński        | 1996 | 208 cm | 102 kg |  |
| 2  | Stati Uniti (bandiera)                        | P     | Jonah Mathews         | 1997 | 191 cm | 79 kg  |  |
| 7  | Polonia (bandiera)                            | P     | Sebastian Kowalczyk   | 1993 | 188 cm |        |  |
| 9  | Polonia (bandiera)                            | P     | Kamil Łączyński       | 1989 | 183 cm | 77 kg  |  |
| 11 | Regno Unito (bandiera)                        | C     | Kavell Bigby-Williams | 1995 | 211 cm | 113 kg |  |
| 18 | Stati Uniti (bandiera)                        | AG    | Luke Petrasek         | 1995 | 208 cm | 110 kg |  |
| 20 | Polonia (bandiera)                            | AP    | Rafał Komenda         | 1998 | 200 cm | 91 kg  |  |
| 21 | Polonia (bandiera)                            | AP    | Maciej Bojanowski     | 1996 | 200 cm | 90 kg  |  |
| 29 | Polonia (bandiera)                            | G     | Jakub Bęben           | 2005 | 195 cm |        |  |
| 31 | Stati Uniti (bandiera)                        | GA    | James Bell            | 1992 | 198 cm | 100 kg |  |
| 33 | Polonia (bandiera)                            | AC    | Szymon Szewczyk       | 1982 | 209 cm | 110 kg |  |
| 77 | Polonia (bandiera)                            | G     | Marcin Woroniecki     | 2000 | 191 cm |        |  |
|    | Capo Verde (bandiera) · Portogallo (bandiera) | AP    | Ivan Almeida          | 1989 | 198 cm | 93 kg  |  |

| Allenatore |
| - Przemysław Frasunkiewicz |
| Assistente/i |
| - Grzegorz Kożan - Piotr Blechacz Legenda - (C) Capitano - (IN) Inattivo - Infortunato Roster Aggiornato al: 4 settembre 2021 |

### Staff tecnico
- Allenatore:  Przemysław Frasunkiewicz
- Assistenti:  Grzegorz Kożan,  Piotr Blechacz

## Palmarès
- Campionato polacco: 3

2002-2003, 2017-2018, 2018-2019
- Coppa di Polonia: 4

1995, 1996, 2007, 2020
- Supercoppa polacca: 3

2007, 2017, 2019
- FIBA Europe Cup: 1

2022-2023